# Fußballclub Hansa Rostock 2009-2010
Questa voce raccoglie le informazioni riguardanti il Fußballclub Hansa Rostock nelle competizioni ufficiali della stagione 2009-2010.

## Stagione
Nella stagione 2009-2010 il Hansa Rostock, allenato da Peter Vollmann, concluse il campionato di 2. Bundesliga al 16º posto, perse i play-out con l'Ingolstadt 04 e retrocesse in 3. Liga. In Coppa di Germania il Hansa Rostock fu eliminato al primo turno dal Osnabrück.

## Rosa
| N. |                      | Ruolo | Calciatore           |
| -- | -------------------- | ----- | -------------------- |
| 1  | Germania (bandiera)  | P     | Jörg Hahnel          |
| 2  | Germania (bandiera)  | D     | Dexter Langen        |
| 3  | Germania (bandiera)  | P     | Alexander Walke      |
| 4  | Brasile (bandiera)   | D     | Orestes Júnior Alves |
| 5  | Germania (bandiera)  | D     | Tim Sebastian        |
| 6  | Danimarca (bandiera) | C     | Martin Retov         |
| 7  | Germania (bandiera)  | C     | Oliver Schröder      |
| 9  | Germania (bandiera)  | A     | Enrico Kern          |
| 10 | Germania (bandiera)  | A     | Thomas Breu          |
| 11 | Germania (bandiera)  | A     | Enrico Neitzel       |
| 13 | Germania (bandiera)  | C     | Mario Fillinger      |
| 14 | Germania (bandiera)  | C     | Kevin Schlitte       |
| 16 | Sudafrica (bandiera) | C     | Bradley Carnell      |

| N. |                     | Ruolo | Calciatore       |
| -- | ------------------- | ----- | ---------------- |
| 18 | Germania (bandiera) | D     | Bastian Oczipka  |
| 19 | Germania (bandiera) | D     | Tom Buschke      |
| 22 | Germania (bandiera) | D     | Sebastian Albert |
| 24 | Germania (bandiera) | A     | Marcel Schied    |
| 26 | Germania (bandiera) | D     | Stephan Gusche   |
| 27 | Germania (bandiera) | C     | Fin Bartels      |
| 29 | Germania (bandiera) | C     | Tobias Jänicke   |
| 31 | Germania (bandiera) | C     | Kai Bülow        |
| 32 | Germania (bandiera) | A     | Felix Kroos      |
| 35 | Germania (bandiera) | D     | Kevin Schöneberg |
| 36 | Germania (bandiera) | D     | René Lange       |
| 37 | Germania (bandiera) | P     | Andreas Kerner   |

## Organigramma societario
Area tecnica
- Allenatore: Peter Vollmann
- Allenatore in seconda: Thomas Finck
- Preparatore dei portieri:
- Preparatori atletici:

## Risultati

### 2. Bundesliga

#### Girone di andata
| Arbitro: | Fritz |

|                                               |           |           |
| Katongo 29’ Federico 40’ Mijatović 59’ (rig.) | Marcatori | 50’ Bülow |

| Arbitro: | Rafati |

|                        |           |           |
| Jänicke 7’ Bartels 79’ | Marcatori | 19’ Lauth |

| Arbitro: | Sippel |

|              |           |  |
| Mosquera 33’ | Marcatori |  |

| Arbitro: | Kempter |

|  |           |                    |
|  | Marcatori | 18’, 87’ Terranova |

| Arbitro: | Steuer |

|                               |           |          |
| Retov 9’ Walsleben-Schied 44’ | Marcatori | 29’ Kuqi |

| Arbitro: | Kempter |

|                                                 |           |                                  |
| Traoré 3’ Thurk 22’, 65’ Buck 75’ Brinkmann 86’ | Marcatori | 44’ Walsleben-Schied 70’ Jänicke |

| Arbitro: | Winkmann |

|                                                       |           |  |
| Jänicke 45’ Langen 51’ Bartels 65’ Schröck 74’ (aut.) | Marcatori |  |

| Arbitro: | Ittrich |

|  |           |                                  |
|  | Marcatori | 53’ (rig.), 57’ (rig.) Sebastian |

| Arbitro: | Wingenbach |

|               |           |                      |
| Sebastian 58’ | Marcatori | 28’ Alushi 82’ Manno |

| Arbitro: | Schößling |

|                                           |           |           |
| Fahrenhorst 23’ Ben-Hatira 29’ Jankov 43’ | Marcatori | 70’ Retov |

| Arbitro: | Kinhöfer |

|  |           |                      |
|  | Marcatori | 76’ Lehmann 84’ Naki |

| Arbitro: | Gagelmann |

|           |           |  |
| Demai 11’ | Marcatori |  |

| Arbitro: | Christ |

|                        |           |          |
| Fillinger 31’ Kern 50’ | Marcatori | 48’ Blum |

| Arbitro: | Leicher |

|  |           |               |
|  | Marcatori | 21’ Fillinger |

| Arbitro: | Metzen |

|  |           |           |
|  | Marcatori | 82’ Nemec |

| Cottbus 14 dicembre 2009, ore 20:15 CET 16ª giornata | Energie Cottbus | 0 – 0 referto | Hansa Rostock | Stadion der Freundschaft (13 311 spett.)\| Arbitro: \| Brych \| |
| Arbitro:                                             | Brych           |               |               |                                                                 |

| Arbitro: | Perl |

|                        |           |            |
| Bülow 13’ Schlitte 79’ | Marcatori | 49’ Harnik |

#### Girone di ritorno
| Arbitro: | Stark |

|              |           |           |
| Schröder 90’ | Marcatori | 79’ Kirch |

| Arbitro: | Meyer |

|                                            |           |  |
| Lauth 34’ Schöneberg 61’ (aut.) Aigner 78’ | Marcatori |  |

| Arbitro: | Stieler |

|                             |           |             |
| Şmïdtgal' 59’ Terranova 71’ | Marcatori | 42’ Bartels |

| Coblenza 14 febbraio 2010, ore 13:30 CET 22ª giornata | Coblenza   | 0 – 0 referto | Hansa Rostock | Stadion Oberwerth (6 556 spett.)\| Arbitro: \| Grudzinski \| |
| Arbitro:                                              | Grudzinski |               |               |                                                              |

| Arbitro: | Schriever |

|  |           |            |
|  | Marcatori | 45’ Rafael |

| Rostock 24 febbraio 2010, ore 18:30 CET 20ª giornata | Hansa Rostock | 0 – 0 referto | Union Berlino | DKB-Arena (17 000 spett.)\| Arbitro: \| Aytekin \| |
| Arbitro:                                             | Aytekin       |               |               |                                                    |

| Arbitro: | Metzen |

|          |           |  |
| Haas 12’ | Marcatori |  |

| Arbitro: | Hartmann |

|  |           |            |
|  | Marcatori | 13’ Jenner |

| Arbitro: | Thielert |

|                       |           |                       |
| Löning 12’ Krause 86’ | Marcatori | 7’ Bartels 44’ Dahlén |

| Arbitro: | Welz |

|                                   |           |            |
| Dahlén 2’ Orestes 56’ Jänicke 81’ | Marcatori | 84’ Baljak |

| Arbitro: | Rafati |

|                     |           |  |
| Ebbers 41’ Naki 55’ | Marcatori |  |

| Arbitro: | Steuer |

|                    |           |  |
| Jóhannsson 6’, 58’ | Marcatori |  |

| Arbitro: | Wingenbach |

|                    |           |                |
| Fink 81’ Matip 90’ | Marcatori | 32’ Jóhannsson |

| Arbitro: | Hartmann |

|               |           |                         |
| Schöneberg 5’ | Marcatori | 46’ Mölders 90’ Cidimar |

| Arbitro: | Perl |

|  |           |           |
|  | Marcatori | 45’ Bülow |

| Rostock 2 maggio 2010, ore 17:30 CEST 33ª giornata | Hansa Rostock | 0 – 0 referto | Energie Cottbus | DKB-Arena (25 000 spett.)\| Arbitro: \| Schalk \| |
| Arbitro:                                           | Schalk        |               |                 |                                                   |

| Arbitro: | Stark |

|                                  |           |                      |
| Gaus 11’ Anderson 31’ Harnik 56’ | Marcatori | 50’ (rig.) Sebastian |

#### Spareggio promozione-retrocessione
| Arbitro: | Gagelmann |

|               |           |  |
| Wohlfarth 73’ | Marcatori |  |

| Arbitro: | Kircher |

|  |           |                |
|  | Marcatori | 8’, 78’ Gerber |

### Coppa di Germania
| Arbitro: | Grudzinski |

|                               |           |                      |
| Reichenberger 57’ Schmidt 90’ | Marcatori | 74’ Walsleben-Schied |

## Statistiche

### Statistiche di squadra
| Competizione                       | Punti | In casa | In casa | In casa | In casa | In casa | In casa | In trasferta | In trasferta | In trasferta | In trasferta | In trasferta | In trasferta | Totale | Totale | Totale | Totale | Totale | Totale | DR  |
| Competizione                       | Punti | G       | V       | N       | P       | Gf      | Gs      | G            | V            | N            | P            | Gf           | Gs           | G      | V      | N      | P      | Gf     | Gs     | DR  |
| ---------------------------------- | ----- | ------- | ------- | ------- | ------- | ------- | ------- | ------------ | ------------ | ------------ | ------------ | ------------ | ------------ | ------ | ------ | ------ | ------ | ------ | ------ | --- |
| 2. Bundesliga                      | 36    | 17      | 7       | 3       | 7       | 20      | 17      | 17           | 3            | 3            | 11           | 13           | 28           | 34     | 10     | 6      | 18     | 33     | 45     | -12 |
| Spareggio promozione-retrocessione | -     | 1       | 0       | 0       | 1       | 0       | 2       | 1            | 0            | 0            | 1            | 0            | 1            | 2      | 0      | 0      | 2      | 0      | 3      | -3  |
| Coppa di Germania                  | -     | 0       | 0       | 0       | 0       | 0       | 0       | 1            | 0            | 0            | 1            | 1            | 2            | 1      | 0      | 0      | 1      | 1      | 2      | -1  |
| Totale                             | -     | 18      | 7       | 3       | 8       | 20      | 19      | 19           | 3            | 3            | 13           | 14           | 31           | 37     | 10     | 6      | 21     | 34     | 50     | -16 |

### Andamento in campionato
| Giornata  | 1  | 2 | 3  | 4  | 5  | 6  | 7  | 8 | 9  | 10 | 11 | 12 | 13 | 14 | 15 | 16 | 17 | 18 | 19 | 20 | 21 | 22 | 23 | 24 | 25 | 26 | 27 | 28 | 29 | 30 | 31 | 32 | 33 | 34 |
| --------- | -- | - | -- | -- | -- | -- | -- | - | -- | -- | -- | -- | -- | -- | -- | -- | -- | -- | -- | -- | -- | -- | -- | -- | -- | -- | -- | -- | -- | -- | -- | -- | -- | -- |
| Luogo     | T  | C | T  | C  | C  | T  | C  | T | C  | T  | C  | T  | C  | T  | C  | T  | C  | C  | T  | T  | T  | C  | C  | T  | C  | T  | C  | T  | C  | T  | C  | T  | C  | T  |
| Risultato | P  | V | P  | P  | V  | P  | V  | V | P  | P  | P  | P  | V  | V  | P  | N  | V  | N  | P  | P  | N  | P  | N  | P  | P  | N  | V  | P  | V  | P  | P  | V  | N  | P  |
| Posizione | 13 | 9 | 13 | 14 | 12 | 15 | 13 | 7 | 10 | 12 | 14 | 14 | 14 | 13 | 15 | 15 | 13 | 13 | 14 | 13 | 14 | 14 | 14 | 14 | 15 | 15 | 15 | 15 | 15 | 15 | 16 | 16 | 16 | 16 |

Legenda:

Luogo: C = Casa; T = Trasferta. Risultato: V = Vittoria; N = Pareggio; P = Sconfitta.

### Statistiche dei giocatori
| Giocatore           | 2. Bundesliga | 2. Bundesliga | 2. Bundesliga | 2. Bundesliga | Spareggio promozione-retrocessione | Spareggio promozione-retrocessione | Spareggio promozione-retrocessione | Spareggio promozione-retrocessione | Coppa di Germania | Coppa di Germania | Coppa di Germania | Coppa di Germania | Totale   | Totale | Totale      | Totale     |
| Giocatore           | Presenze      | Reti          | Ammonizioni   | Espulsioni    | Presenze                           | Reti                               | Ammonizioni                        | Espulsioni                         | Presenze          | Reti              | Ammonizioni       | Espulsioni        | Presenze | Reti   | Ammonizioni | Espulsioni |
| ------------------- | ------------- | ------------- | ------------- | ------------- | ---------------------------------- | ---------------------------------- | ---------------------------------- | ---------------------------------- | ----------------- | ----------------- | ----------------- | ----------------- | -------- | ------ | ----------- | ---------- |
| J. Hahnel           | -             | -             | -             | -             | -                                  | -                                  | -                                  | -                                  | -                 | -                 | -                 | -                 | -        | -      | -           | -          |
| A. Kerner           | -             | -             | -             | -             | -                                  | -                                  | -                                  | -                                  | -                 | -                 | -                 | -                 | -        | -      | -           | -          |
| A. Walke            | 34            | 0             | 2             | 0             | 2                                  | 0                                  | 0                                  | 0                                  | 1                 | 0                 | 0                 | 0                 | 37       | 0      | 2           | 0          |
| K. Bülow            | 26            | 3             | 4             | 0             | 1                                  | 0                                  | 1                                  | 0                                  | 1                 | 0                 | 0                 | 0                 | 28       | 3      | 5           | 0          |
| T. Buschke          | -             | -             | -             | -             | -                                  | -                                  | -                                  | -                                  | -                 | -                 | -                 | -                 | -        | -      | -           | -          |
| A. Dahlén           | 12            | 2             | 2             | 0             | 2                                  | 0                                  | 0                                  | 0                                  | -                 | -                 | -                 | -                 | 14       | 2      | 2           | 0          |
| D. Morais           | -             | -             | -             | -             | -                                  | -                                  | -                                  | -                                  | -                 | -                 | -                 | -                 | -        | -      | -           | -          |
| F. Grossert         | 1             | 0             | 0             | 0             | -                                  | -                                  | -                                  | -                                  | -                 | -                 | -                 | -                 | 1        | 0      | 0           | 0          |
| S. Gusche           | 2             | 0             | 0             | 0             | -                                  | -                                  | -                                  | -                                  | 1                 | 0                 | 0                 | 0                 | 3        | 0      | 0           | 0          |
| R. Lange            | 3             | 0             | 0             | 1             | -                                  | -                                  | -                                  | -                                  | -                 | -                 | -                 | -                 | 3        | 0      | 0           | 1          |
| D. Langen           | 17            | 1             | 1             | 0             | 2                                  | 0                                  | 2                                  | 0                                  | -                 | -                 | -                 | -                 | 19       | 1      | 3           | 0          |
| Orestes             | 15            | 1             | 0             | 0             | -                                  | -                                  | -                                  | -                                  | 1                 | 0                 | 0                 | 0                 | 16       | 1      | 0           | 0          |
| K. Schöneberg       | 32            | 1             | 6             | 0             | 2                                  | 0                                  | 1                                  | 0                                  | 1                 | 0                 | 0                 | 0                 | 35       | 1      | 7           | 0          |
| T. Sebastian        | 33            | 4             | 3             | 0             | 2                                  | 0                                  | 2                                  | 0                                  | 1                 | 0                 | 0                 | 0                 | 36       | 4      | 5           | 0          |
| F. Bartels          | 30            | 4             | 7             | 1             | 2                                  | 0                                  | 0                                  | 0                                  | 1                 | 0                 | 1                 | 0                 | 33       | 4      | 8           | 1          |
| B. Carnell          | 19            | 0             | 1             | 0             | 2                                  | 0                                  | 0                                  | 0                                  | -                 | -                 | -                 | -                 | 21       | 0      | 1           | 0          |
| H. Daníelsson       | 12            | 0             | 4             | 0             | 2                                  | 0                                  | 0                                  | 0                                  | -                 | -                 | -                 | -                 | 14       | 0      | 4           | 0          |
| M. Fillinger        | 24            | 2             | 2             | 1             | 1                                  | 0                                  | 0                                  | 0                                  | 1                 | 0                 | 1                 | 0                 | 26       | 2      | 3           | 1          |
| T. Jänicke          | 30            | 4             | 3             | 0             | 1                                  | 0                                  | 0                                  | 0                                  | 1                 | 0                 | 0                 | 0                 | 32       | 4      | 3           | 0          |
| F. Kroos            | 11            | 0             | 2             | 0             | 1                                  | 0                                  | 0                                  | 0                                  | -                 | -                 | -                 | -                 | 12       | 0      | 2           | 0          |
| K. Pannewitz        | 16            | 0             | 7             | 0             | 1                                  | 0                                  | 0                                  | 0                                  | -                 | -                 | -                 | -                 | 17       | 0      | 7           | 0          |
| M. Retov            | 24            | 2             | 3             | 1             | 1                                  | 0                                  | 0                                  | 0                                  | 1                 | 0                 | 0                 | 0                 | 26       | 2      | 3           | 1          |
| K. Schlitte         | 26            | 1             | 4             | 0             | 1                                  | 0                                  | 1                                  | 0                                  | -                 | -                 | -                 | -                 | 27       | 1      | 5           | 0          |
| O. Schröder         | 25            | 1             | 3             | 0             | -                                  | -                                  | -                                  | -                                  | 1                 | 0                 | 0                 | 0                 | 26       | 1      | 3           | 0          |
| M. Bolivard         | 2             | 0             | 0             | 0             | -                                  | -                                  | -                                  | -                                  | -                 | -                 | -                 | -                 | 2        | 0      | 0           | 0          |
| G. Jóhannsson       | 14            | 3             | 0             | 0             | 2                                  | 0                                  | 1                                  | 0                                  | -                 | -                 | -                 | -                 | 16       | 3      | 1           | 0          |
| E. Kern             | 22            | 1             | 1             | 0             | 1                                  | 0                                  | 1                                  | 0                                  | 1                 | 0                 | 1                 | 0                 | 24       | 1      | 3           | 0          |
| E. Neitzel          | 3             | 0             | 0             | 0             | -                                  | -                                  | -                                  | -                                  | -                 | -                 | -                 | -                 | 3        | 0      | 0           | 0          |
| M. Walsleben-Schied | 18            | 2             | 2             | 0             | 1                                  | 0                                  | 0                                  | 0                                  | 1                 | 1                 | 1                 | 0                 | 20       | 3      | 3           | 0          |
| B. Oczipka          | 13            | 0             | 1             | 0             | -                                  | -                                  | -                                  | -                                  | 1                 | 0                 | 0                 | 0                 | 14       | 0      | 1           | 0          |